# 시리아 투르크멘
시리아 투르크멘은 시리아에 거주하는 튀르키예계 사람을 말한다. 시리아에서 아랍인, 쿠르드인에 이어 3번째로 인구가 많은 민족집단이다. 대부분 오스만 시대에 시리아 지역에 들어온 튀르키예(아나톨리아) 출신 사람들의 후손이다. 대부분 이슬람교 수니파에 속한다. 정체성은 튀르키예의 튀르키예인과 이라크의 이라크 투르크멘과 일치하며, 이름이 같은 중앙아시아의 투르크멘인과는 다르다. 시리아와 튀르키예의 국경 지대에 많이 거주한다. 시리아 내전에서는 주로 시리아 정부군과 시리아 민주군 양측을 적대하며 튀르키예군의 개입과 보호를 구하고 있다.

## 같이 보기
- 이라크 투르크멘